# Eduard Spelterini

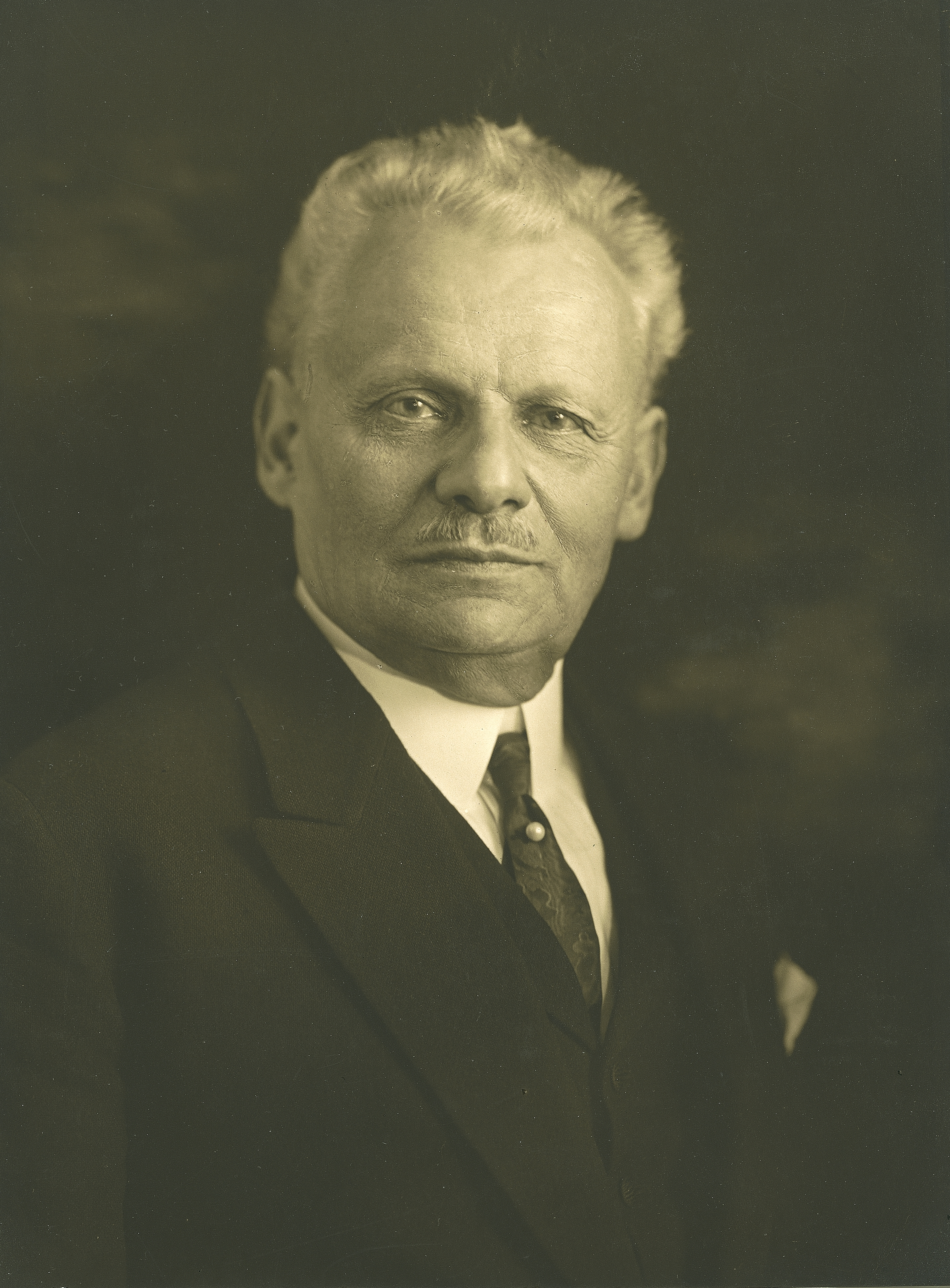
Eduard Spelterini (Datierung unbekannt)

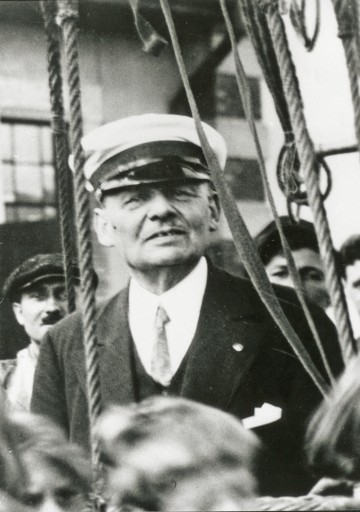
Eduard Spelterini, 1912

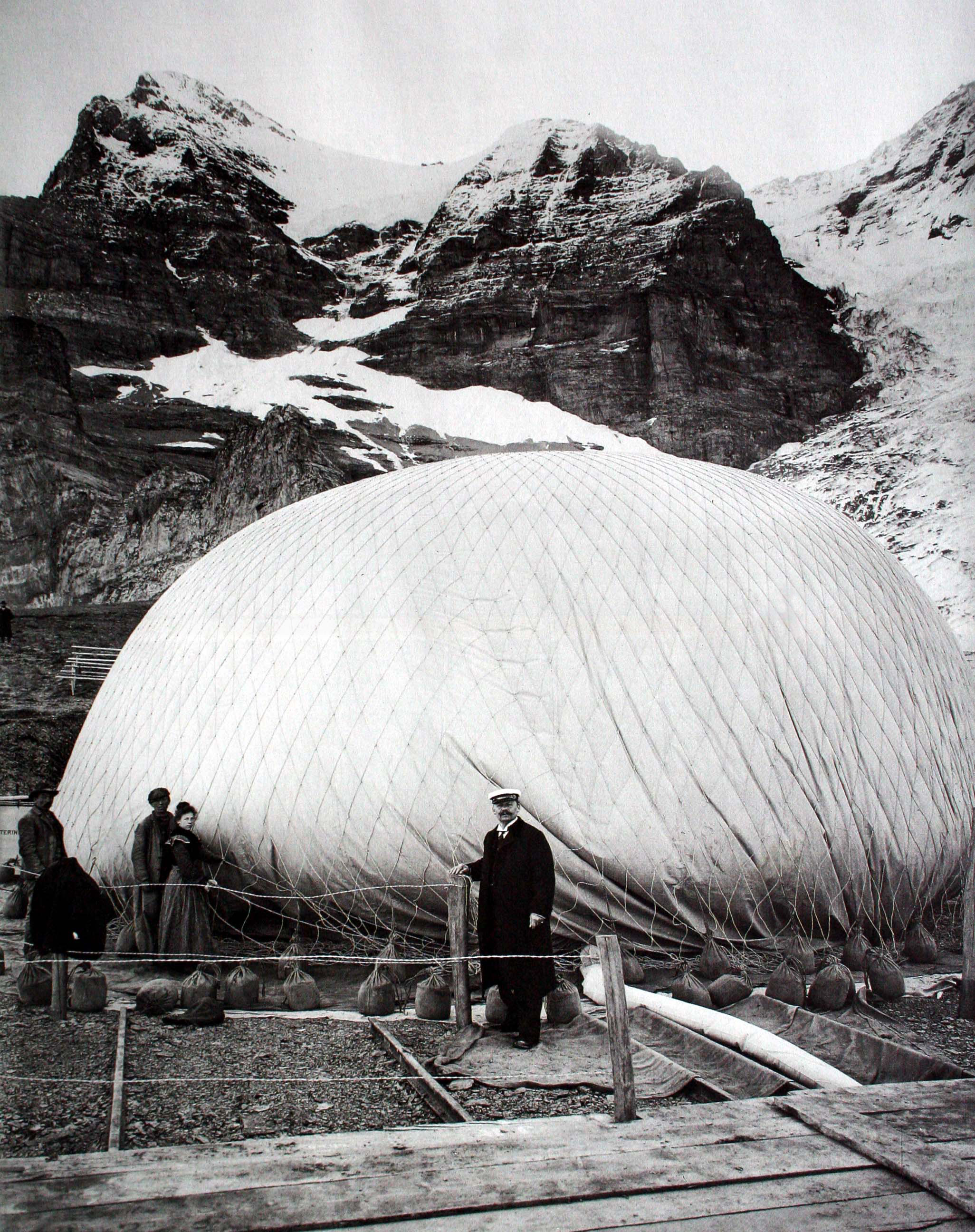
Spelterini vor dem Ballon Stella, 1904

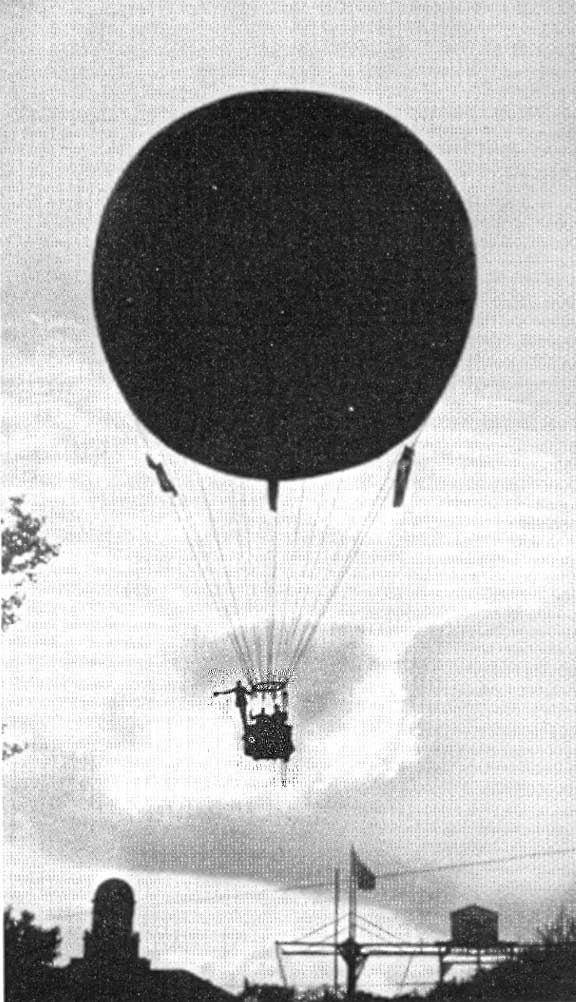
Spelterini auf dem Korbrand stehend

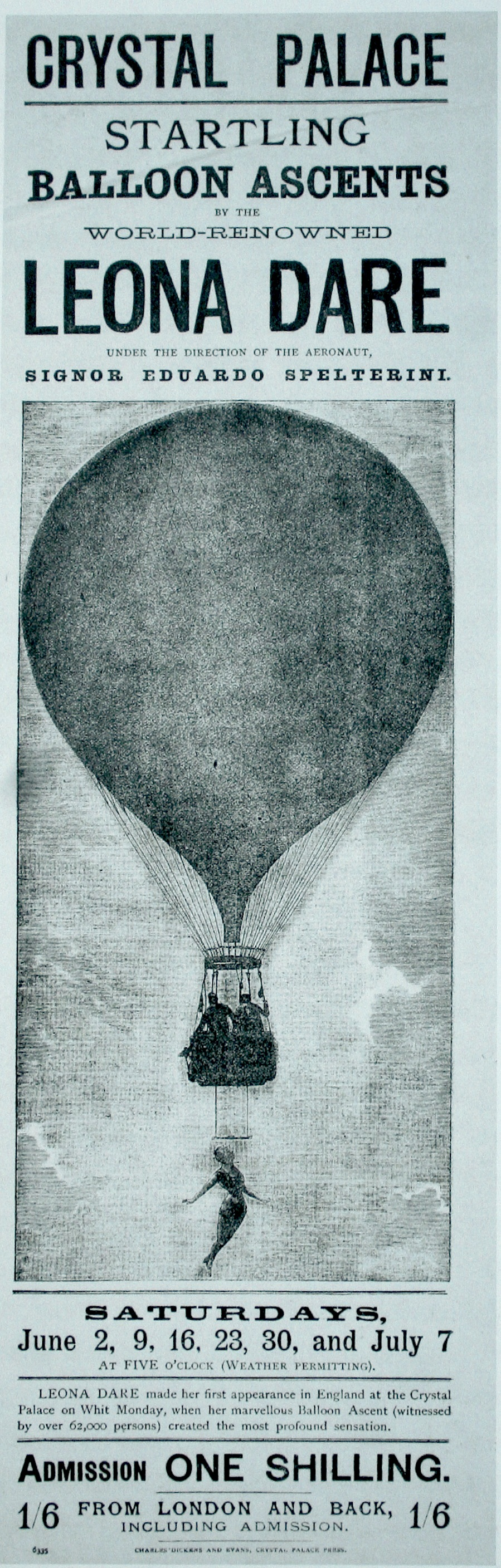
Plakat mit Leona Dare, 1888

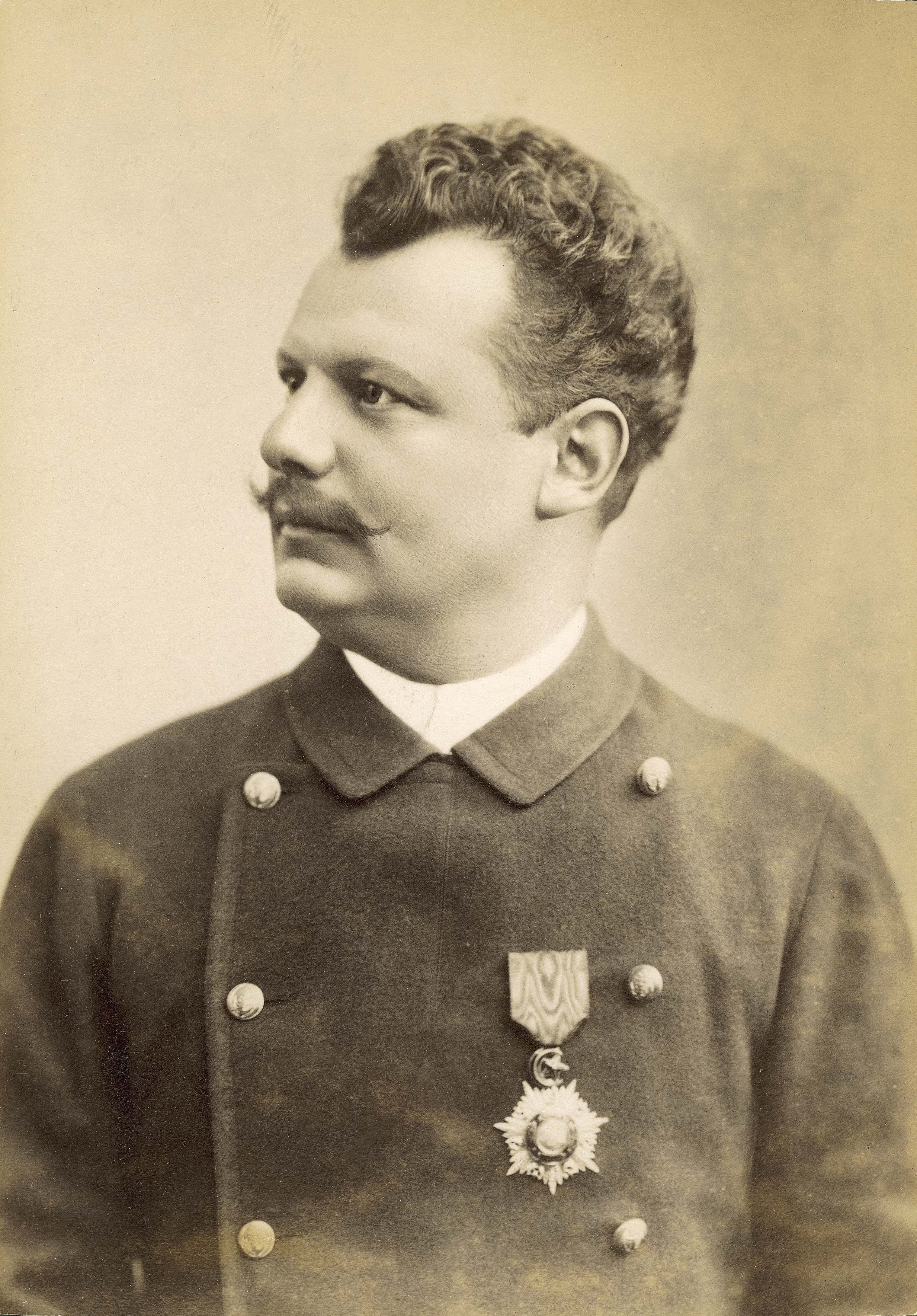
Eduard Spelterini (Datierung unbekannt)

Eduard Spelterini, eigentlich Eduard Schweizer (* 2. Juni 1852 in Bazenheid, Kanton St. Gallen; † 16. Juni 1931 in Zipf, Oberösterreich), war ein Schweizer Luftfahrtpionier, Ballonkapitän und Fotograf.
In seiner 43-jährigen Tätigkeit als Pilot stieg er mit 1237 Passagieren 570 Mal auf.

## Leben und Wirken

### Jugend
Spelterini wurde am 2. Juni 1852 als Eduard Schweizer geboren. Sein Vater war der Schankwirt und Bierbrauer Sigmund Schweizer, seine Mutter war Maria Magdalena, geborene Sütterli.
Wo und wie Spelterini seine Jugendjahre verbrachte, ist unklar. Einer Version zufolge soll er um 1860 mit seiner Familie nach Como gezogen sein. Als Achtzehnjähriger zog er gemäss dieser Version nach Mailand und später nach Paris, um sich am Konservatorium zum Sänger ausbilden zu lassen. In Paris war jedoch zur fraglichen Zeit weder ein Spelterini noch ein Schweizer immatrikuliert. Nachdem er an Tuberkulose erkrankt war, fuhr er zur Kur nach Südfrankreich und erhielt dort Gelegenheit zu einer ersten Ballonfahrt, als ihm ein ängstlicher Passagier seinen Platz überliess.
Oberst Ernst Theodor Santschi, ein weiterer Pionier der Ballonfahrt, der Spelterini persönlich kannte, behauptete hingegen, Eduard habe mit achtzehn Jahren seinen Heimatort verlassen, um in Hamburg eine kaufmännische Lehre zu beginnen. Wie dem auch sei, Eduard Schweizer muss spätestens in der Mitte der 1870er-Jahre seinen Namen zu Spelterini geändert und mit Ballonfahrten begonnen haben. Warum er auf den italienisch klingenden Namen Spelterini kam, ist nicht bekannt. Neben ihm trägt nur noch eine andere Person diesen Namen: die Seiltänzerin Maria Spelterini, die 1876 anlässlich der 100-Jahr-Feier der USA als erste Frau die Niagarafälle auf einem Seil überquerte. Es ist anzunehmen, dass sich Eduard Schweizer, der in dieser Zeit erstmals öffentlich auftrat, nach ihr benannte. 1877 wurde Spelterini in Paris von der Académie d’ Aérostation de France zum Luftschiffer brevetiert und nahm fortan zahlende Passagiere auf seinen Fahrten mit. Neben den Passagieren wurde stets ein gut gefüllter Picknickkorb mit Champagner und kulinarischen Köstlichkeiten mitgeführt.

### Anfangsjahre
1887 liess er sich vom Atelier Surcouf in Paris aus gelber, leinölgetränkter Seide seinen eigenen Ballon Urania herstellen, das Fassungsvermögen betrug 1500 Kubikmeter Wasserstoff. Ein über den Ballon verteiltes Netz aus Hanfseilen endete an der Unterseite in acht Seilen, an denen unterhalb eines Holzrings ein Weidenkorb hing.
Mit seinem eigenen Ballon war Spelterini nicht mehr an Paris gebunden und reiste mit ihm in Europa umher. Am 5. September 1887 startete er im Wiener Prater. Zahlender Passagier war Gustav Kálnoky, der Aussenminister von Kaiser Franz Josef von Habsburg. 1888 war Spelterini in Leicester und im Londoner Hyde Park. Zusätzliche Publizität verschaffte ihm die Zusammenarbeit mit Journalisten, die ihn begleiteten, und mit der spanisch-amerikanischen Trapezkünstlerin Leona Dare (1855–1922), die unterhalb des Ballons leicht bekleidet in luftiger Höhe akrobatische Kunststücke vollführte. Nach einer Russlandtournee trennten sich ihre Wege. 1889 startete Spelterini in Bukarest, Saloniki, Athen, Kairo und Neapel.
Am 26. Juli 1891 startete die Urania zum ersten Mal beim Pfauen in Zürich, ein Schauspiel, das auch in Zürich grosse Massen von Schaulustigen anzog. Von Zürich, Winterthur und St. Gallen aus unternahm Spelterini Dutzende von Flügen. Auch seinen Heimatort Bazenheid besuchte er.
Mit Spelterini flogen neben zahlenden Gästen zahlreiche Wissenschaftler, die während des Fluges ihre Experimente anstellten. Einer von ihnen war Ferdinand Graf von Zeppelin, der sich erstmals Gedanken über ein lenkbares Luftschiff machte. Auch die Armee interessierte sich für Spelterini und seinen Ballon. Verschiedene Offiziere stiegen mit ihm auf, und 1895 verfügte der Bundesrat die Aufstellung einer Luftschifferkompanie. Gegen Ende 1893 verliess Spelterini die Schweiz, Spuren führen nach Belgien und Russland, wo er als Balloninstrukteur in der Armee des Zaren gedient haben soll.

### Fotografien
In dieser Zeit begann er, aus dem Ballonkorb zu fotografieren, und wurde damit zu einem der grossen Pioniere der Luftaufnahme. 1895 wurde er in der internationalen Presse erwähnt, als er mit Wissenschaftlern zum zweiten Mal den Vesuv überflog. Spelterini verwendete Lumière-Glasplatten, die eine Belichtungszeit von mindestens einer Dreissigstelsekunde benötigten. Von seinen belichteten Glasplatten liess er kolorierte Glasdias anfertigen und zeigte sie auf Vortragstourneen in ganz Europa. Nicht zuletzt auch dank seinen Sprachkenntnissen – Spelterini sprach fliessend Deutsch, Französisch, Englisch und Italienisch – hatte er mit seinen gegen 600 Vorträgen grossen Erfolg, der auch in unzähligen Presseartikeln seinen Niederschlag fand.
So berichtete die NZZ: «Spelterini ist ein Tausendskerl; was er ausser seinen heilen Knochen aus den Fahrten in die Lüfte mit heruntergebracht hat, trägt er jetzt in zwei Kästen mit sich herum, bereit, im gegebenen Moment wie Aladin mit der Wunderlampe Schätze zu zeigen, Schlösser hervorzuzaubern und Bilder an die Wand zu werfen, die dem trunkenen Auge unauslöschbar bleiben werden.» Seine aus dem Ballon gemachten Fotos ermöglichten den Menschen erstmals den Blick aus der Vogelperspektive auf die Erde.
Ein grosser Teil von Spelterinis Original-Glasplatten sowie sein geflochtener Ballonkorb werden heute im Verkehrshaus der Schweiz in Luzern aufbewahrt. Eine vom Museum im Bellpark in Kriens konzipierte Ausstellung im Zeppelin Museum in Friedrichshafen zeigte bis 29. August 2010 Originalabzüge und Neuabzüge von im Jahr 2007 wieder aufgefundenen Glasnegativen sowie weitere Exponate, darunter einen von Spelterini benutzten Ballonkorb. 133 Vintage-Prints von Eduard Spelterini gehören zum Bestand der Schweizerischen Nationalbibliothek.

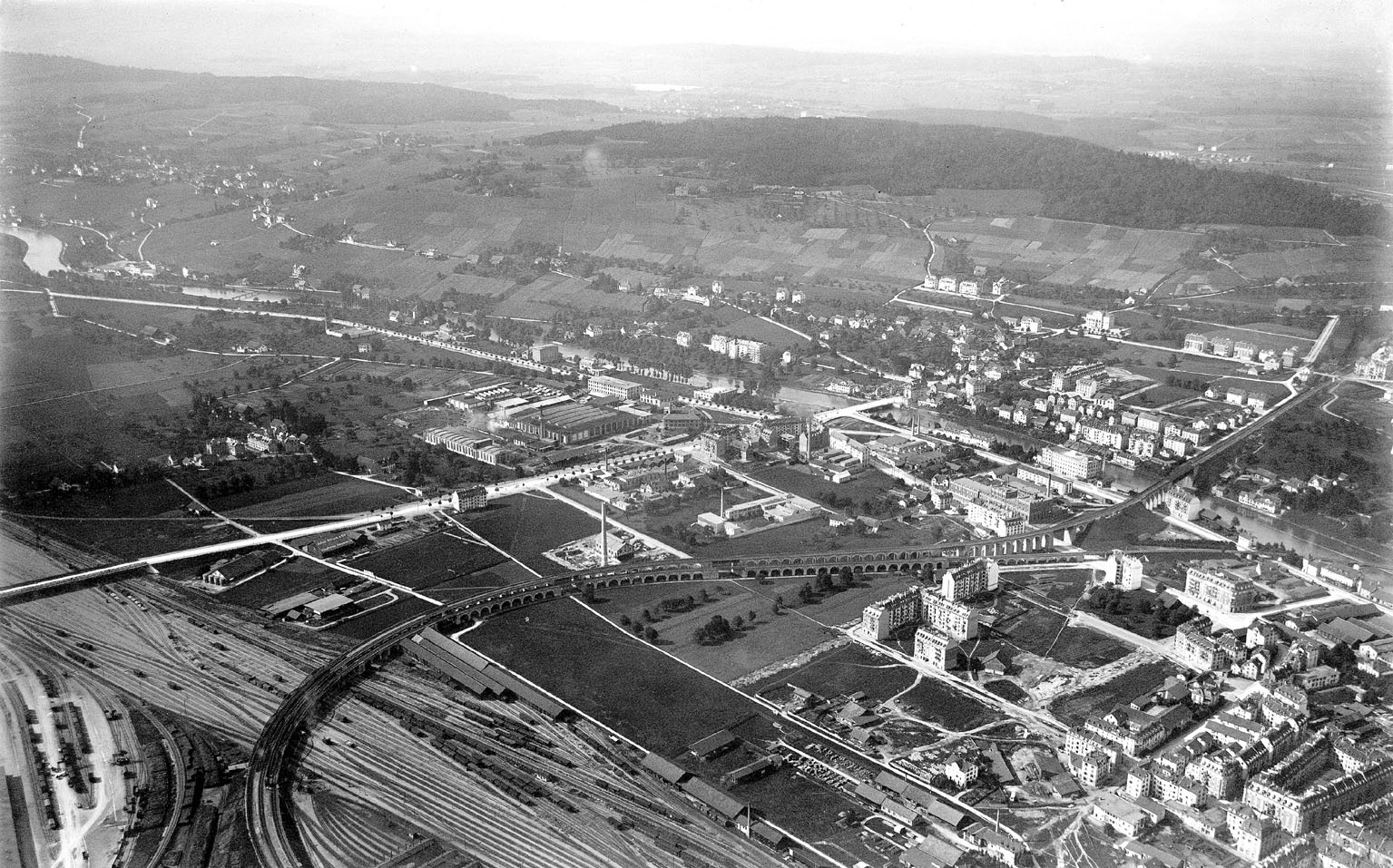
Zürich West 1898
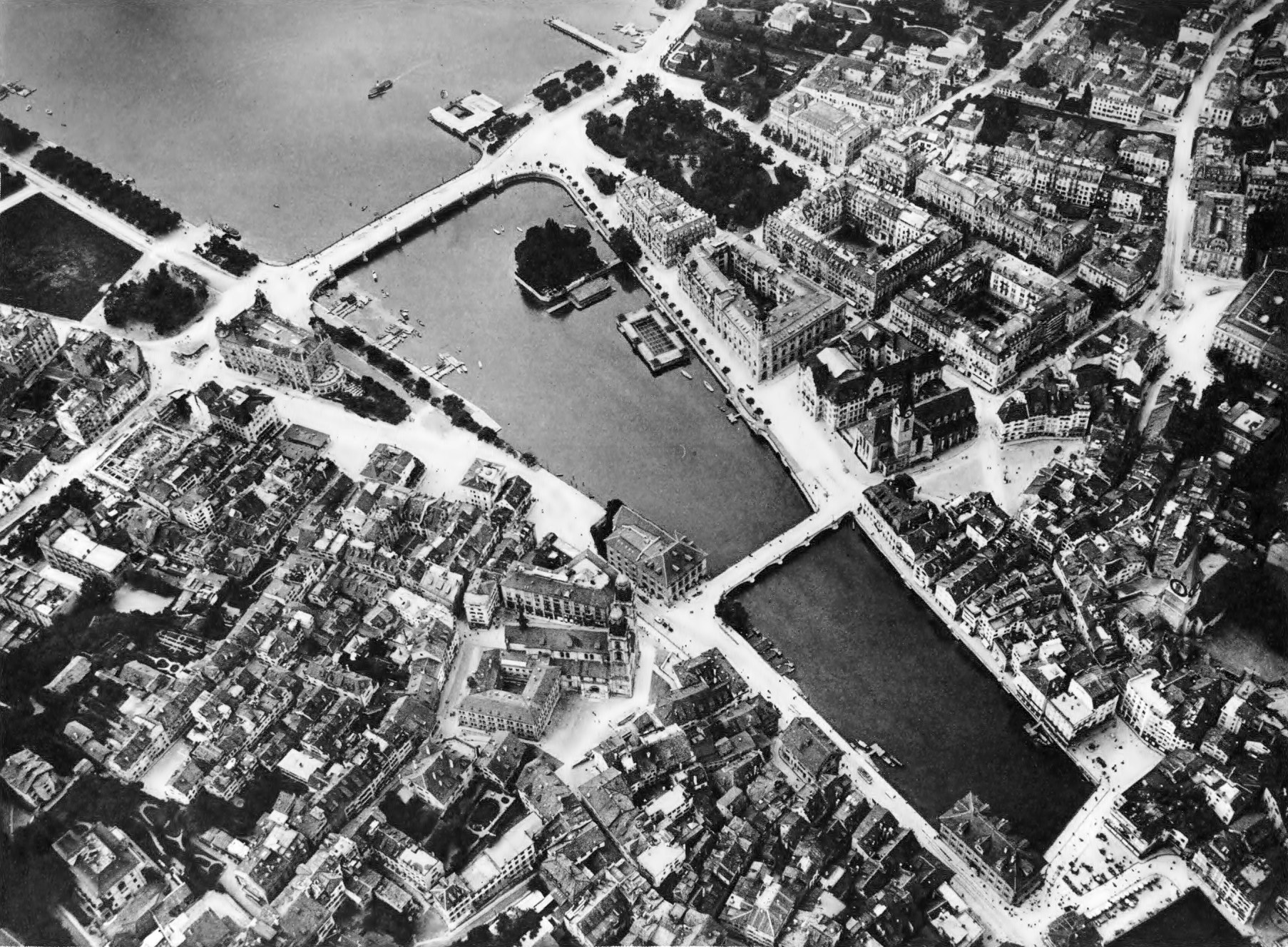
Zürich 1910
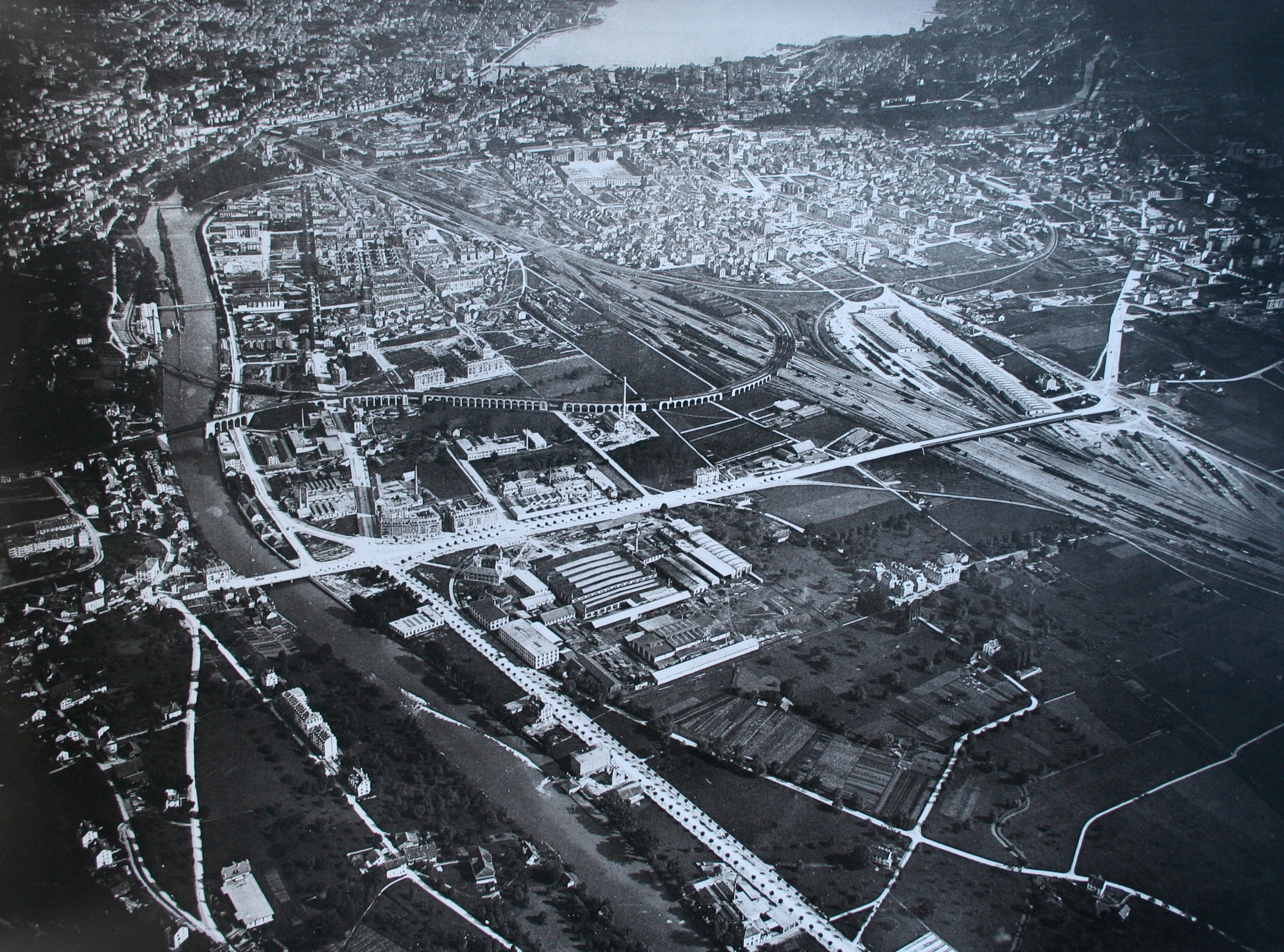
Zürich Richtung See 1904
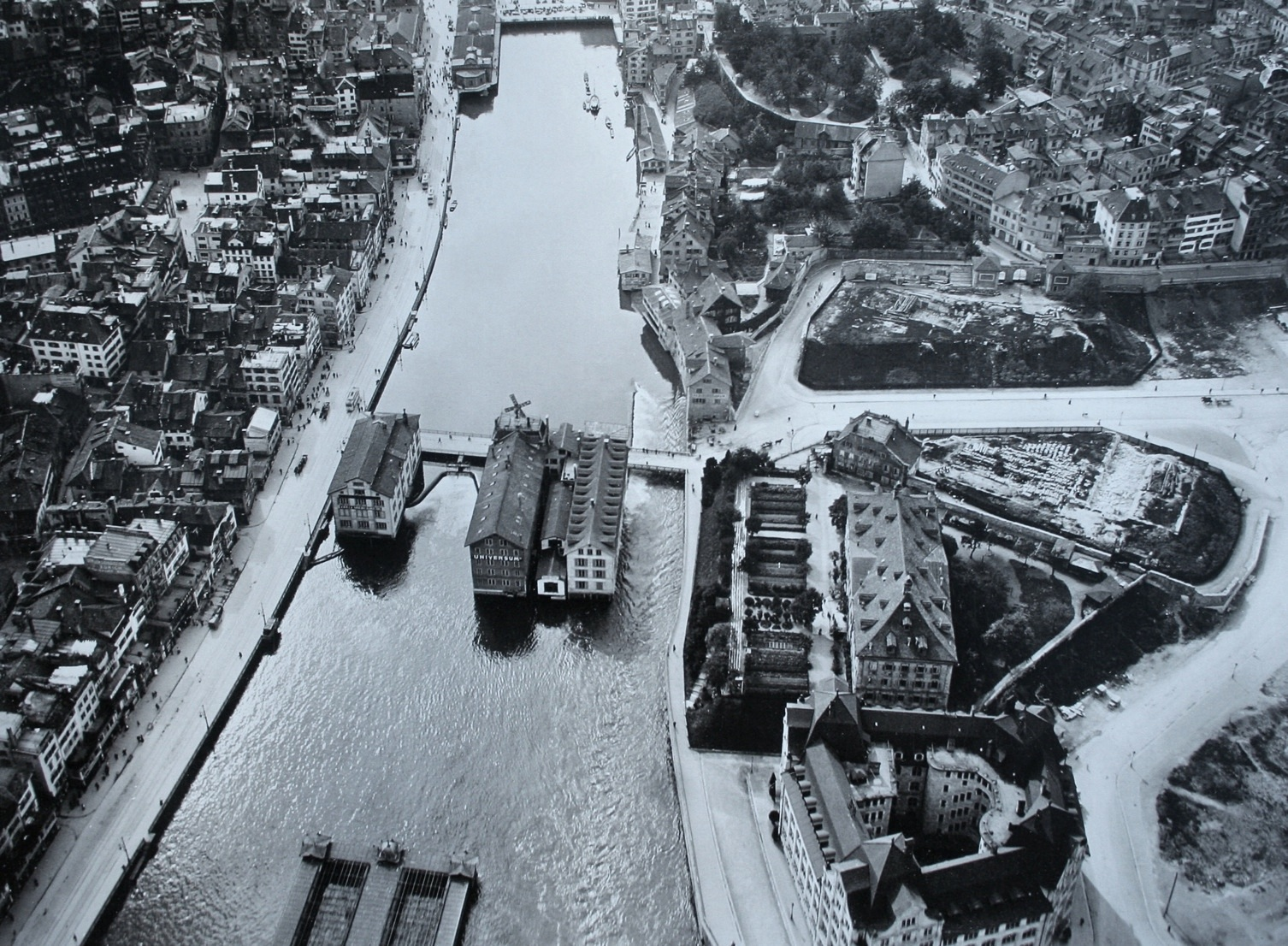
Limmatraum mit Rudolf-Brun-Brücke, Rechts oben Lindendhof (1909)

### Alpenflug
Bei einer Ballonfahrt über Zürichsee und Albiskette am 11. September 1891 äusserte Albert Heim den Wunsch: «So möchte ich einmal hinunter und hineinschauen in mein hauptsächlichstes Beobachtungsgebiet, in die Alpen. Wir sollten einmal über die Alpen fahren». Ein Unterfangen, das bis dahin als unmöglich gegolten hatte. Man nahm an, die Fallwinde würden einen Ballon immer wieder zurücktreiben. Im Januar 1897 kam Spelterini zu Albert Heim und berichtete ihm, dass er nach gründlichen Studien einen solchen Flug für möglich halte. Er plante den befürchteten Fallwinden mit einem Flug in sehr grosser Höhe auszuweichen. Albert Heim lag daran, dieses Projekt in den Dienst der Wissenschaft zu stellen, und so warb im März ein erstes Zirkular von Spelterini, auf dem sich zahlreiche Wissenschafter zur Teilnahme an einem wissenschaftlichen Beirat verpflichteten, für Geldmittel. Da die Urania für die geplanten 6000 Meter Flughöhe zu wenig robust war, liess Spelterini einen neuen Ballon fertigen, die Wega. Finanziert wurde der Ballon von Fanny Forst aus Koblenz. Für die Fahrkosten und die einmalige Befüllung waren zusätzlich 5630 Franken gutgeschrieben worden. Materiallieferungen erfolgten unentgeltlich oder zu stark reduzierten Preisen. Das verbliebene Defizit hoffte man aus dem Verkaufserlös der Publikation Die Fahrt der „Wega“ zu decken.
Am 3. Oktober 1898 startete Spelterini morgens um 10.53 Uhr in Sitten im Kanton Wallis zum Flug über die Alpen; Passagier war neben anderen Professor Albert Heim. «Die Passagiere stiegen ein. Die Stille auf dem von einer grossen Menschenmenge erfüllten Platz wurde beklemmend. Die Zuschauer waren gerührt, viele weinten. Die letzten Taue wurden losgebunden und die Männer an die Gondel gestellt. Fehlt nichts mehr – habt ihr alles? ‹Attention – lâchez tout!› Und schon schwebte die gewaltige goldbraune Kugel ruhig empor», beschrieb eine Zeitung den Start. Nach fünfeinhalb Stunden Flug über die Gipfel der Diablerets landete die Wega auf einer Wiese bei Besançon (Frankreich), 229 Kilometer von Sitten entfernt.
Mit den Ballons Sirius, Stella und Jupiter folgten in den folgenden Jahren in verschiedenen Richtungen gegen zehn weitere Alpenfahrten. 1904 kehrte Spelterini nach Ägypten zurück, um die Bauwerke der alten Ägypter zu fotografieren. 1911 reiste er nach Südafrika und fotografierte Johannesburg und die Goldminen von Transvaal.

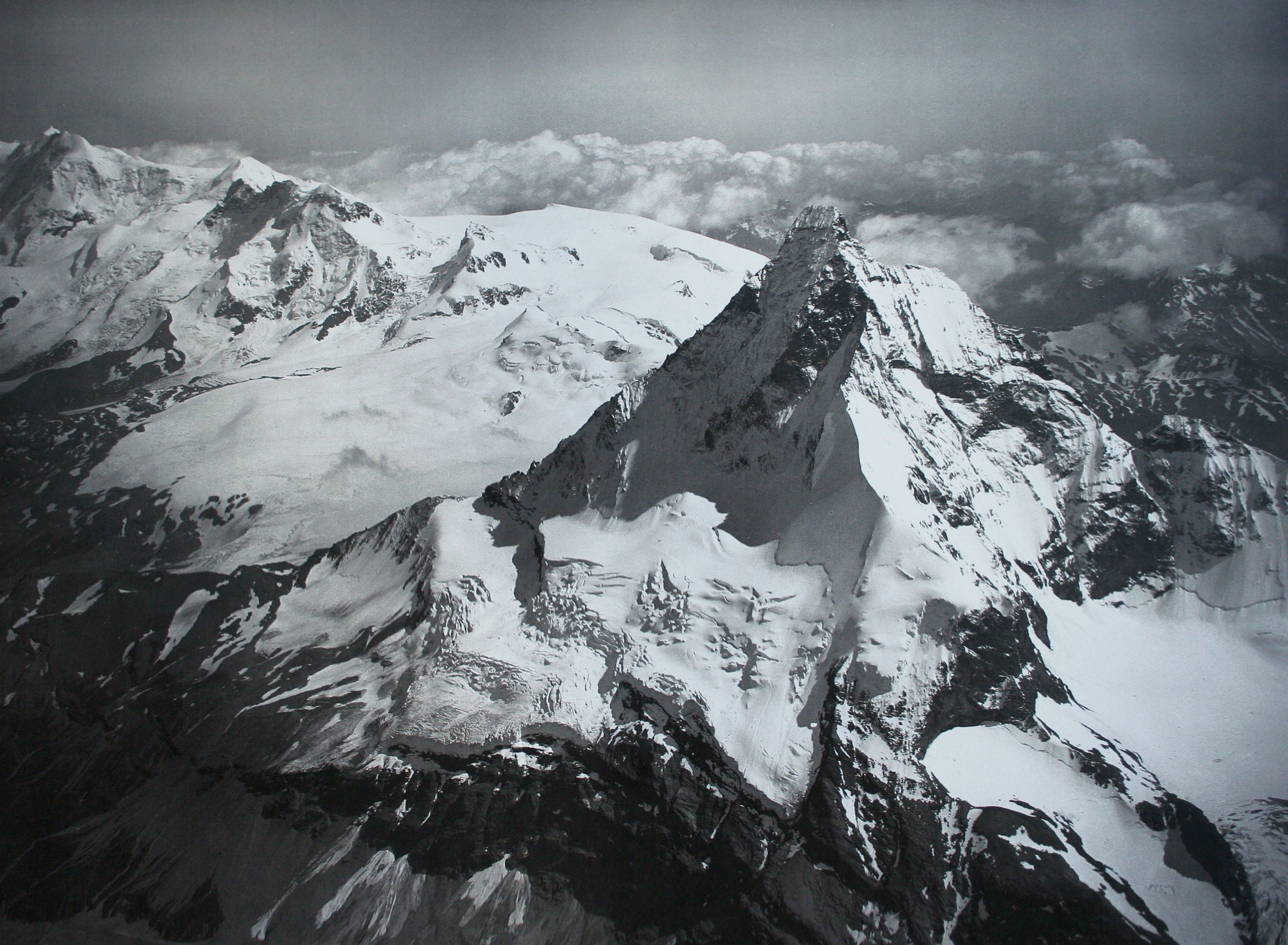
Matterhorn 1910
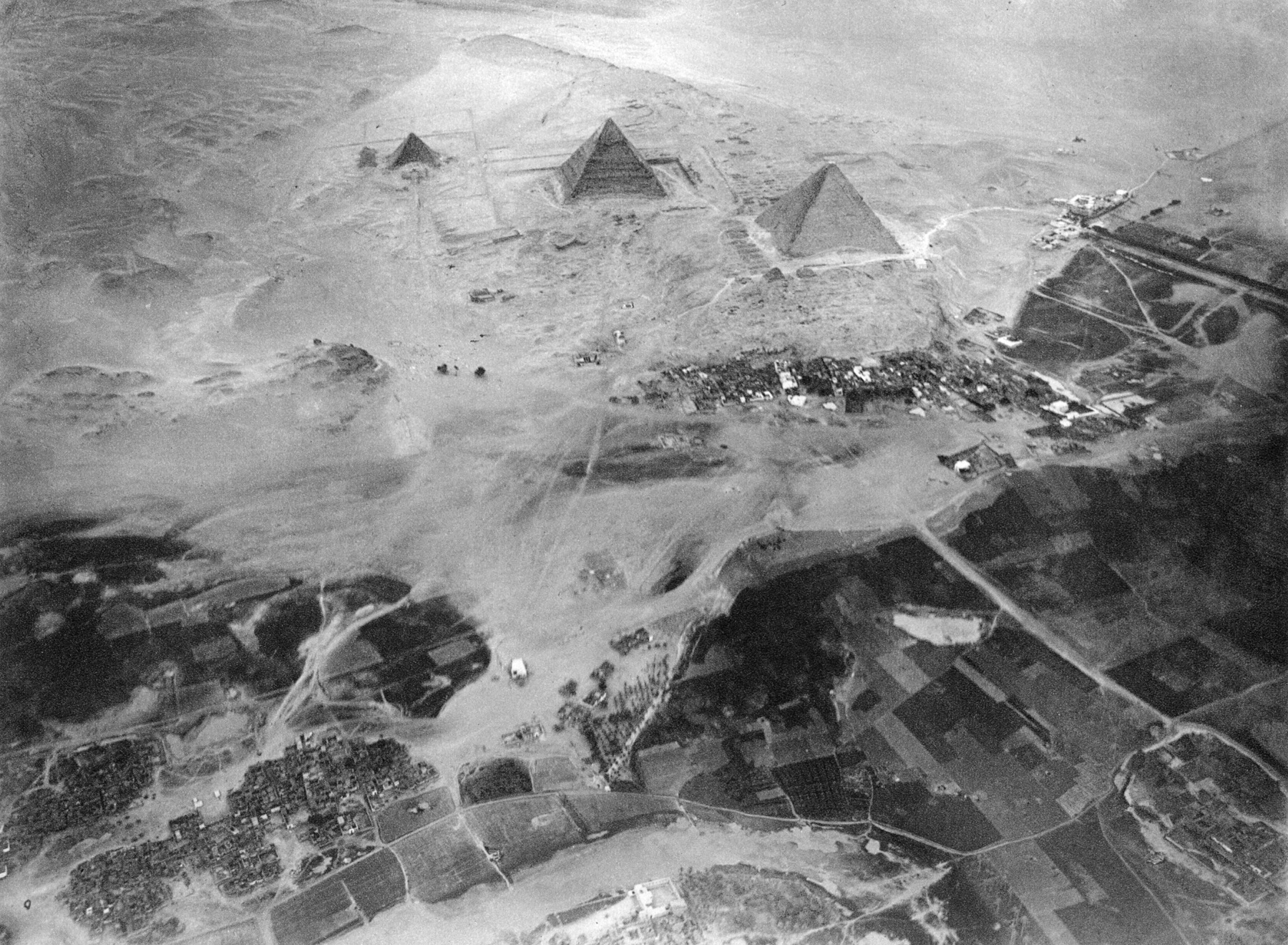
Die Pyramiden von Gizeh, Februar 1904
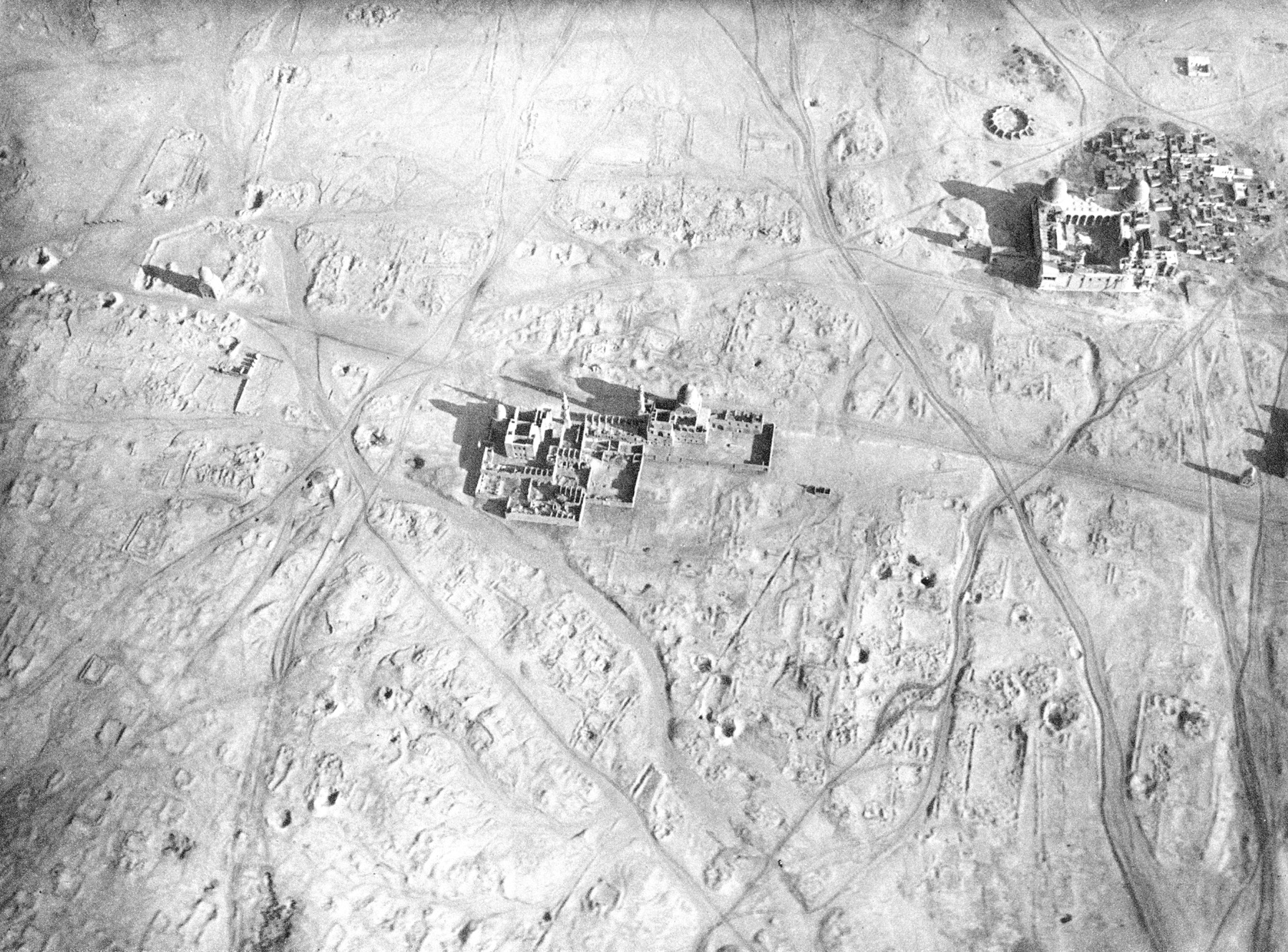
Al-Ashraf-Moschee (Mitte) und Al Barkuk bei Kairo, Januar 1904
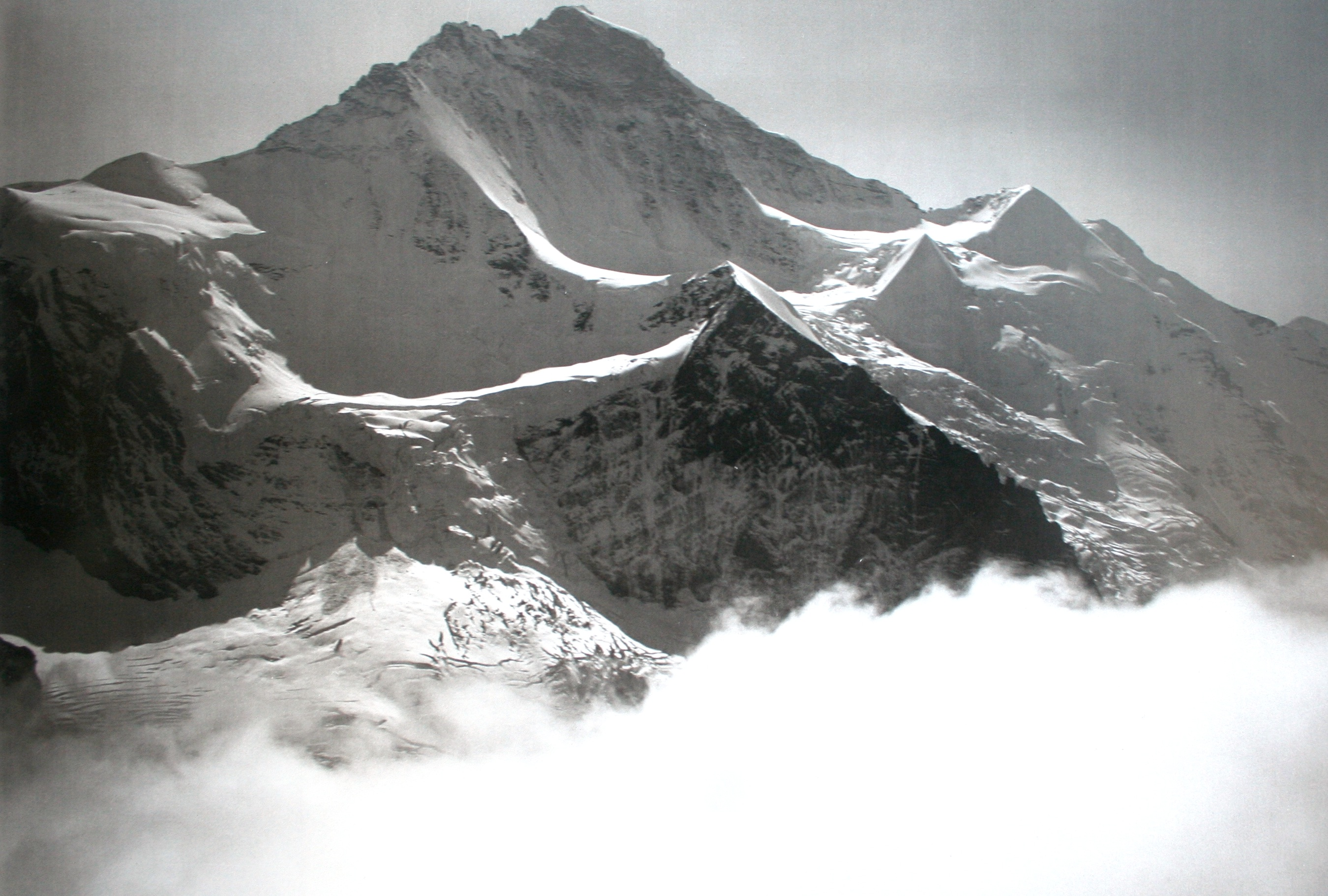
Nordseite Jungfrau im Berner Oberland, September 1904

### Heirat, Kriegs- und Nachkriegszeit
Am 28. Januar 1914 heiratete Spelterini in der Kirche von St. Martin-in-the-Fields in London die um 35 Jahre jüngere Emma Karpf aus Bayern. Während des Ersten Weltkrieges zog Spelterini mit Emma nach Coppet bei Genf. Mit ihnen lebte ein junger Mann namens Robert Zuber als Diener sowie dessen Frau Alexandrine und ihr neugeborenes Kind Alexius. Aus finanziellen Gründen – Einnahmen blieben aus – musste Spelterini seine Luftaufnahmen und Glasplatten verkaufen.
Nach dem Krieg geriet Spelterini allmählich in Vergessenheit; Geldgeber und Fahrgäste blieben aus, der aufkommende Motorflug beherrschte die Schlagzeilen. Im Sommer 1922 verdingte sich Spelterini im Vergnügungspark Tivoli in Kopenhagen, wo er mit zahlenden Besuchern vor einem Ballon posierte. Anfang 1923 liess er sich mit Emma und den Zubers in einem kleinen Häuschen im Ort Zipf bei Vöcklabruck in Oberösterreich nieder. Er hielt 300 Hühner und lebte, da er nicht mehr fliegen konnte, vom Eierverkauf.

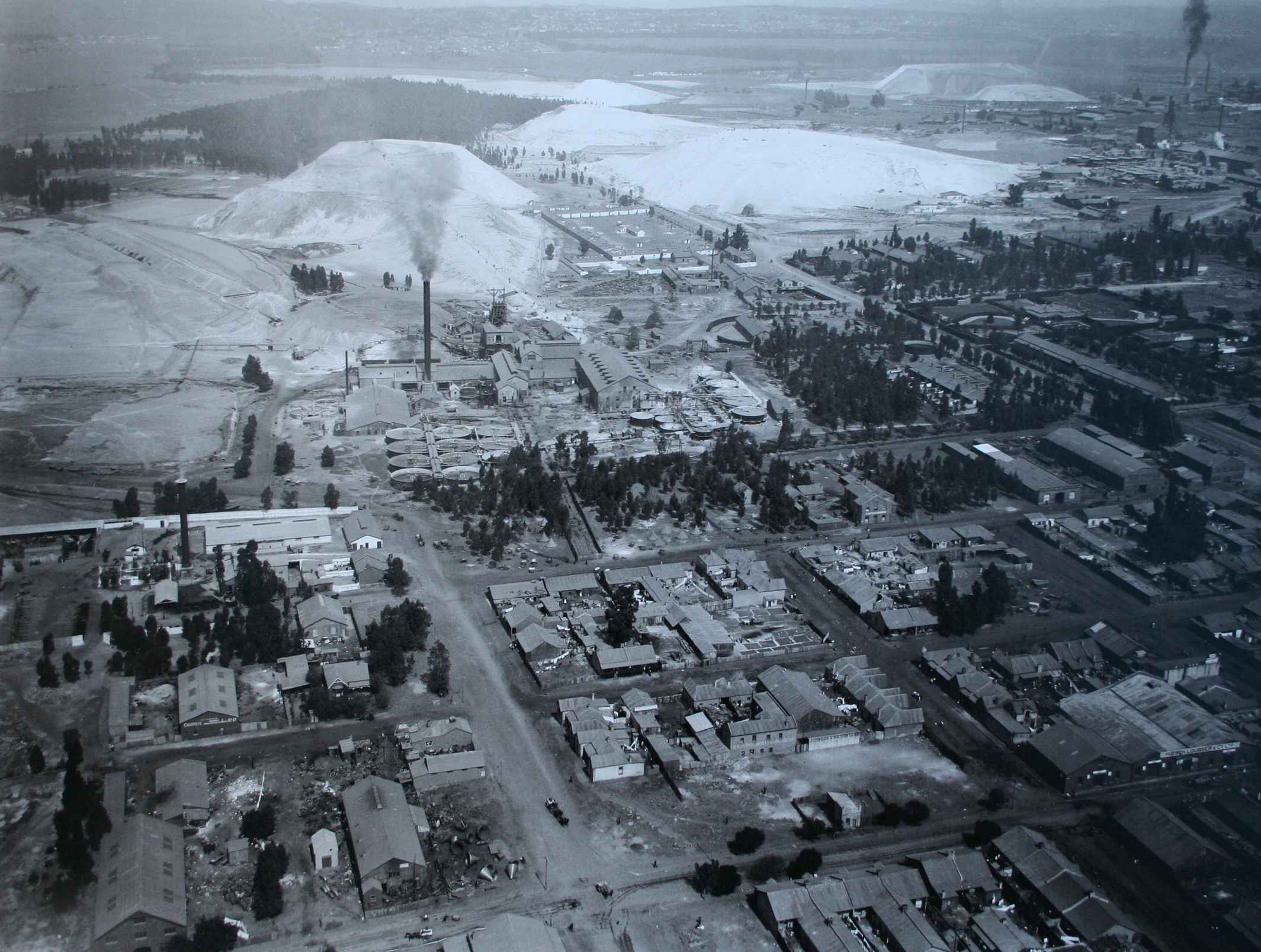
Goldminen im Transvaal, Juli 1911
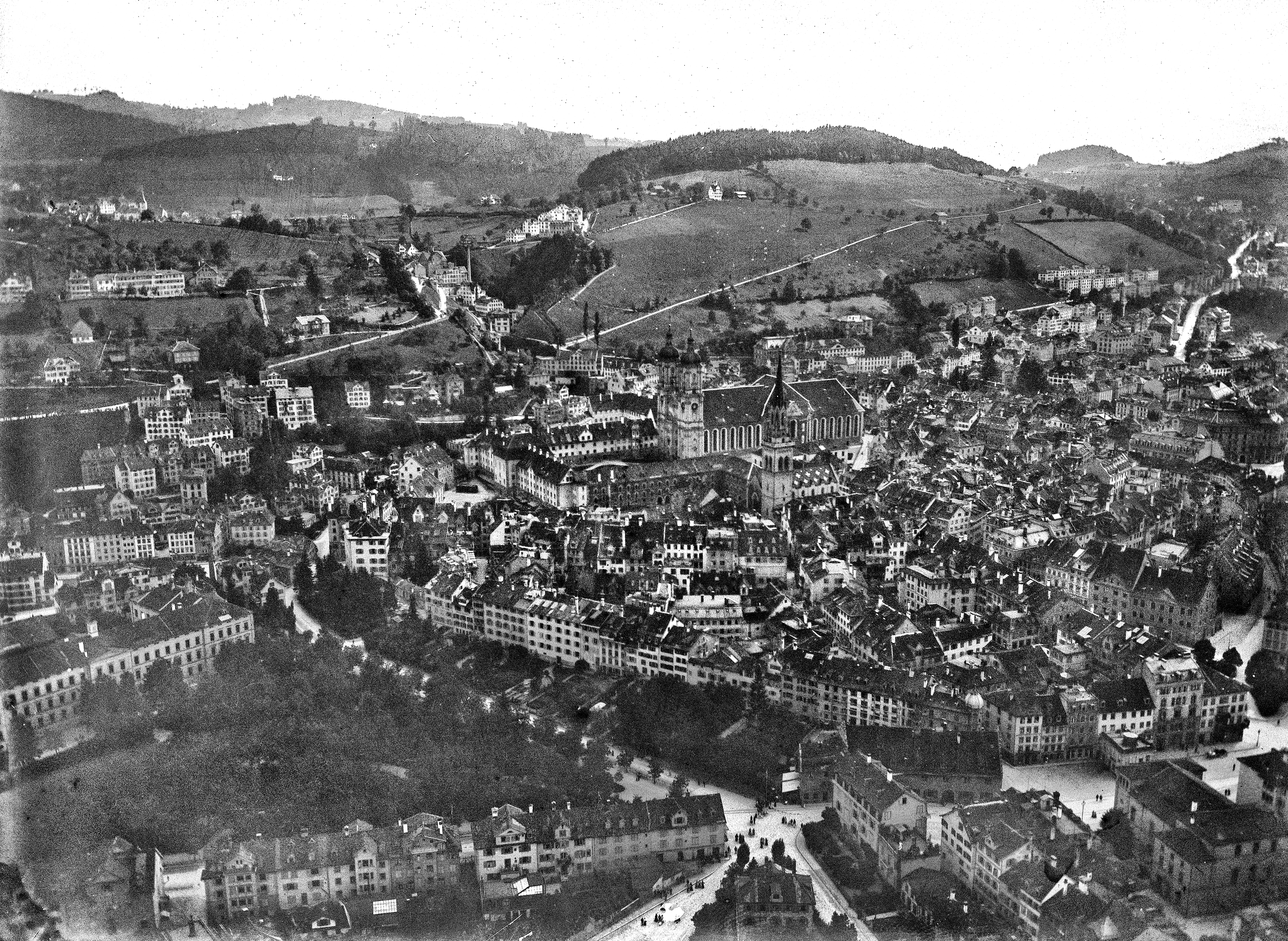
St. Gallen 1893
Andermatt undatiert, um 1903
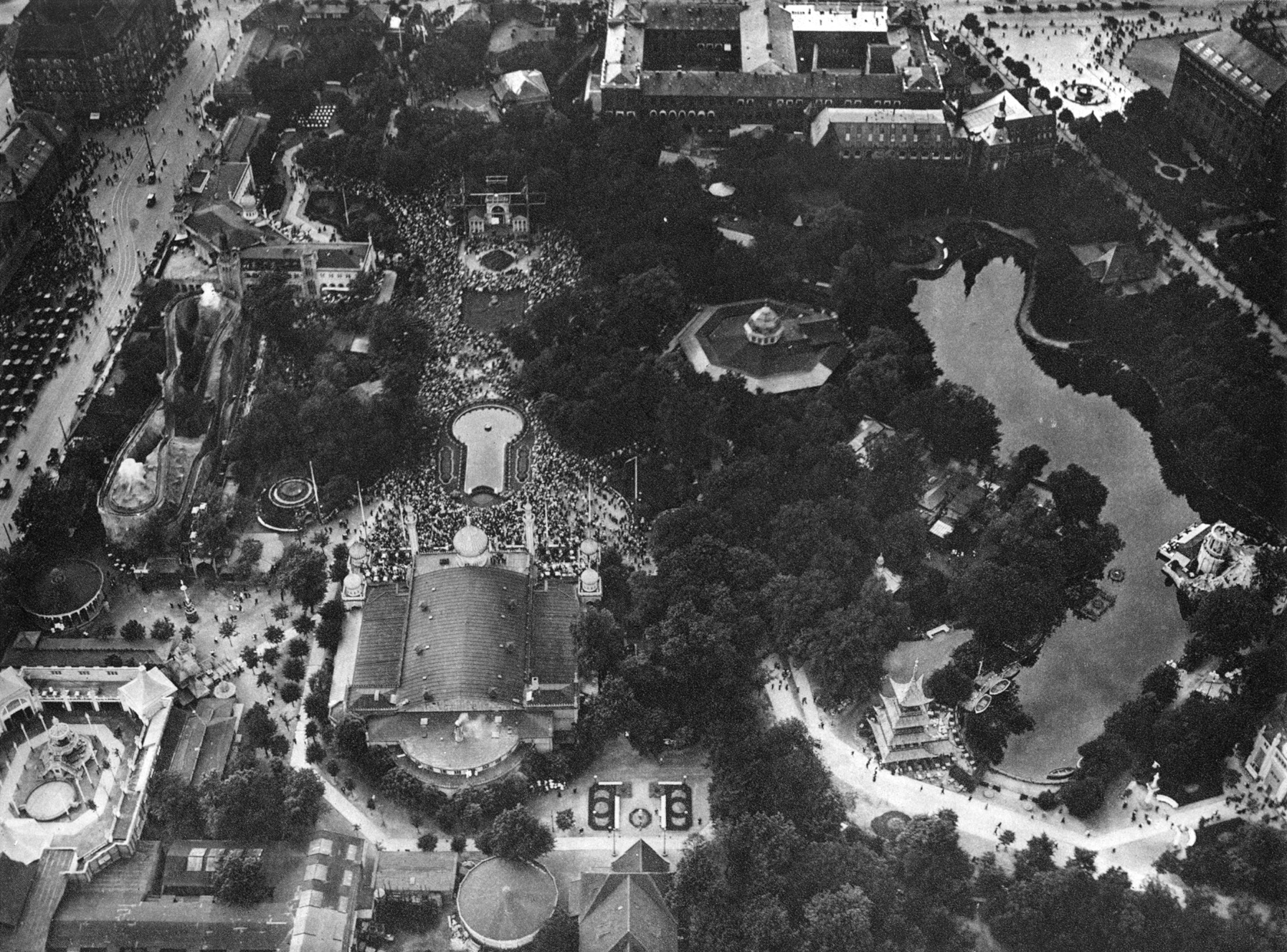
Tivoli Kopenhagen, 1922

### Letzte Fahrt und Tod
Am 16. September 1926 startete Spelterini beim Gaswerk Schlieren bei Zürich zu seiner letzten Ballonfahrt mit Passagieren. Der 74-Jährige war den Anstrengungen jedoch körperlich nicht mehr gewachsen und fiel während der Fahrt in Ohnmacht. Der führerlose Ballon landete im dichten Nebel an der Felswand des Hohen Ifen in Vorarlberg auf 2000 Meter Höhe. Spelterini kehrte zurück nach Zipf.
Nach einer erfolgreich verlaufenen Augenoperation – Spelterini war am grauen Star erkrankt – reiste er im Frühling 1929 ein letztes Mal an die Côte d’Azur. Da ihm nach wenigen Tagen das Geld ausging, musste er wieder zurückkehren.
Am 16. Juni 1931, zwei Wochen nach seinem 79. Geburtstag, starb Spelterini kurz vor Mitternacht in seinem Haus in Zipf. Damit doch ein paar Menschen Spelterini auf seinem letzten Weg begleiteten, wurden ein paar Kirchgänger aufgeboten. Auf seinen Wunsch spielte in der Kirche eine lokale Musikkapelle die «Serenade» von Enrico Toselli, am Grab das «Largo» von Georg Friedrich Händel. Am 31. Juli 1932 fand in Bazenheid eine Spelterini-Gedenkfeier statt.
Die Witwe Emma Spelterini wohnte noch sieben Jahre in Zipf, heiratete 1939 in Yverdon-les-Bains den Hausarzt Henri Duruz und starb am 27. Oktober 1963.

## Verschiedenes

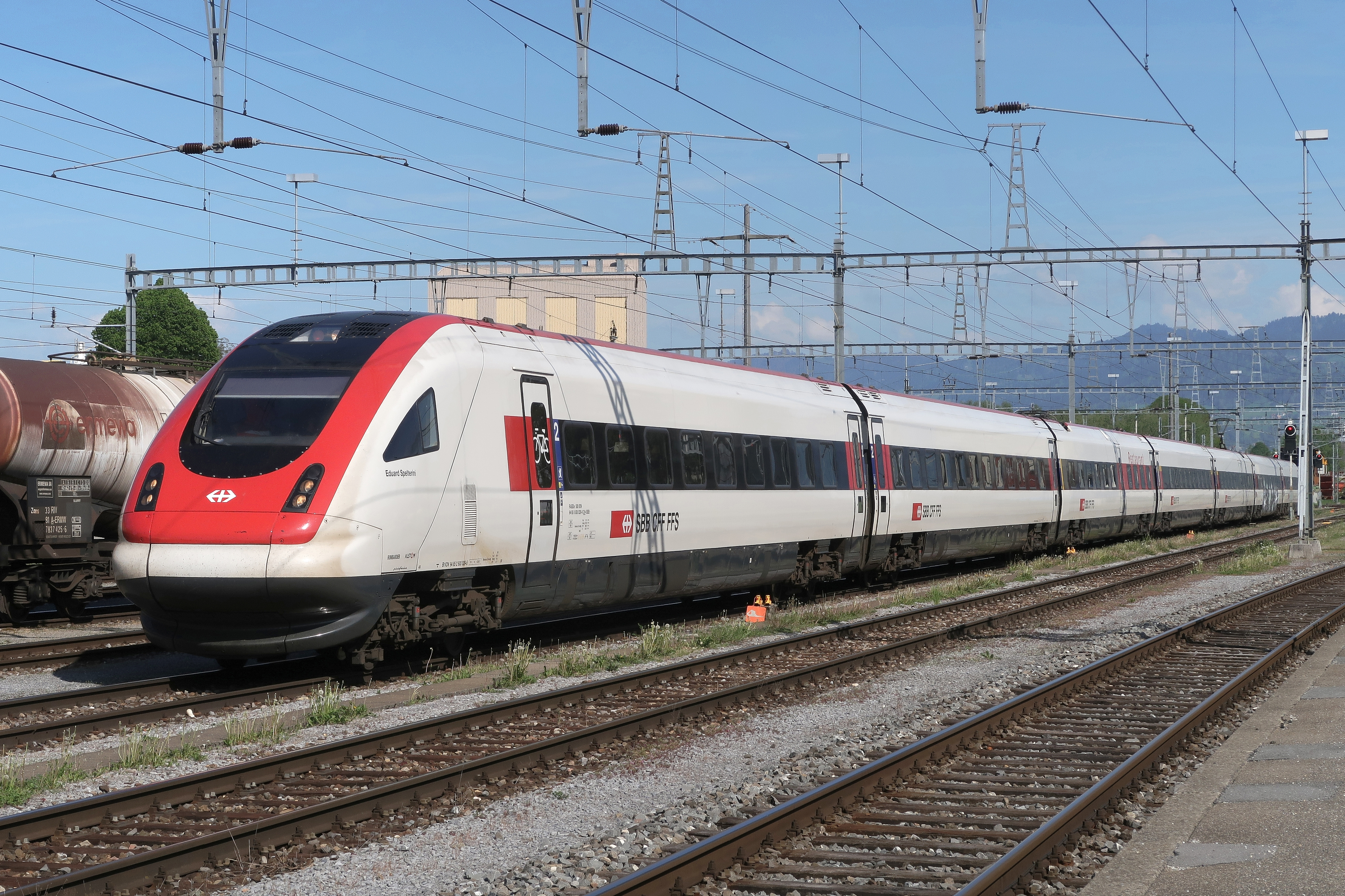
ICN-Neigezug «Eduard Spelterini»

Die SBB tauften 2005 einen ICN-Neigezug auf den Namen «Eduard Spelterini».
Nach Spelterini sind in St. Gallen ein Schulhaus und ein Parkplatz benannt. In Bern sowie Bazenheid tragen Strassen Spelterinis Namen, und in Zürich und Luzern gibt es einen Spelteriniweg.
Lukas B. Suter verfasste ein Theaterstück über Spelterini: Spelterini hebt ab wurde am 30. November 1984 unter der Regie von Klaus Engeroff am Schillertheater Berlin uraufgeführt.